# Edith Ballantyne
Edith Ballantyne (nata Edith Müller; Jägerndorf, 10 dicembre 1922 – 25 marzo 2025) è stata un'attivista ceca naturalizzata canadese, membro di spicco della Women's International League for Peace and Freedom (WILPF) dal 1969.
Successivamente è diventata segretaria generale dell'organizzazione internazionale, con sede a Ginevra, in Svizzera, servendo in tale veste per 23 anni. Tra il 1992 e il 1998 è stata presidente internazionale dell'organizzazione. Nel 1995 è stata insignita del Gandhi Peace Award.

## Primi anni di vita
Edith Müller è nata il 10 dicembre 1922 a Jägerndorf, una parte della Slesia ceca, da Rosa e Alois Müller. È cresciuta in Cecoslovacchia fino alla crisi dei Sudeti del 1938. La famiglia fuggì prima in Inghilterra, e nel 1939 si diresse in Canada, dove furono collocati in una fattoria dalla Canadian Pacific Railway Company per coltivare nella Columbia Britannica. Incapaci di sostenere la loro famiglia, si trasferirono a Toronto nel 1941, dove Müller trovò lavoro come domestica. Incapace di parlare inglese, le fu insegnata la lingua dai volontari della Women's International League for Peace and Freedom (WILPF), che tennero traccia dei rifugiati boemi e cercarono di aiutarli ad adeguarsi alla vita in Canada. Unitasi al WILPF, Müller trovò la loro vicinanza alla pace e ai diritti umani stimolante; perse però i contatti con il gruppo quando si trasferì a Montréal nel 1945. Nel luglio 1948, Müller sposò Campbell Ballantyne, un funzionario dell'Ufficio internazionale del lavoro e si trasferì con lui a Ginevra nello stesso anno.

## Carriera
Al suo arrivo in Svizzera, Ballantyne iniziò a lavorare per l'Organizzazione Mondiale della Sanità, nella sezione pubblicazioni, come vicedirettrice. Dopo cinque anni, lasciò il posto per prendersi cura dei quattro figli. Dopo vent'anni a Ginevra, scoprì che la sede della WILPF si trovava lì e si offrì di prestare servizio nel 1968. L'anno successivo divenne la segretaria generale dell'organizzazione, e accettò una posizione a tempo pieno per lavorare al miglioramento dell'interazione del WILPF con le ONG e le Nazioni Unite. Nel 1970 partecipò al diciottesimo Congresso della WILPF, tenutosi a Nuova Delhi, che ebbe un effetto profondo sulla sua visione dell'equilibrio tra libertà e pace. Si rese conto che se i mezzi pacifici per risolvere un conflitto erano esauriti, doveva esserci un mezzo per riconoscere che gli oppressi avrebbero potuto ricorrere alla violenza e che i membri potevano sostenere la non violenza senza condannare le persone sfruttate che sentivano che non esistevano altre opzioni. Nel 1972 divenne coordinatrice del lavoro del WILPF con le Nazioni Unite.
Nel 1976, fu scelta per dirigere la Conferenza delle organizzazioni non governative (CONGO) delle Nazioni Unite e ne fu presidente per i successivi sei anni. Come prima rappresentante a ricoprire la carica di un gruppo di attivisti per la pace, ha aperto la porta al perseguimento degli obiettivi del disarmo. Quando la Conferenza mondiale sulle donne del 1980 si tenne a Copenaghen, Ballantyne servì come presidente dello sviluppo del programma per il Forum delle ONG, assicurando che ci fosse una forte enfasi sulla pace e il disarmo nelle discussioni dei vari seminari. Ospitò anche due comitati organizzatori, uno a Ginevra e l'altro a New York City, per garantire che l'ampio contributo di diversi gruppi costituisse la base della conferenza. Nel 1983, Ballantyne fu una delle 10.000 donne che incontrarono i generali al quartier generale della NATO per protestare contro il nuovo dispiegamento di missili in Europa. I missili furono schierati nonostante le proteste e poco dopo gli Stati Uniti invasero Grenada. Ballantyne presiediette anche la "Conferenza internazionale sul Nicaragua e la pace in America centrale" con Adolfo Pérez Esquivel a Lisbona nel 1984 per discutere l'escalation della corsa agli armamenti. La sua attenzione a seguire sia le strategie tradizionali per raggiungere la pace sia a sostenere le organizzazioni che si rifiutano di adottare le strategie tradizionali è diventata poi la base della politica della WILPF, che adotta ora un duplice approccio a sostegno dell'attivismo per la pace.
Ballantyne fu nuovamente presidente del comitato di pianificazione del forum delle ONG per la Conferenza mondiale sulle donne nel 1985, a Nairobi. La tenda della Pace, un'idea di Ballantyne, fu allestita sul prato dell'Università di Nairobi ed divenne un punto focale della conferenza. Nella tenda si svolsero sessioni quotidiane in cui le donne discutevano degli impatti della guerra su donne e bambini. Nel 1992, Ballantyne divenne presidente internazionale del WILPF e servì in tale veste per i successivi sei anni.
Nel 1995 Edith Ballantyne è stata insignita del Gandhi Peace Award.